# Tournehem-sur-la-Hem
Tournehem-sur-la-Hem (Nederlands: Doornem) is een gemeente in het Franse departement Pas-de-Calais (regio Hauts-de-France). De gemeente maakt deel uit van het arrondissement Sint-Omaars. Tournehem-sur-la-Hem telde op 1 januari 2022 1.353 inwoners.

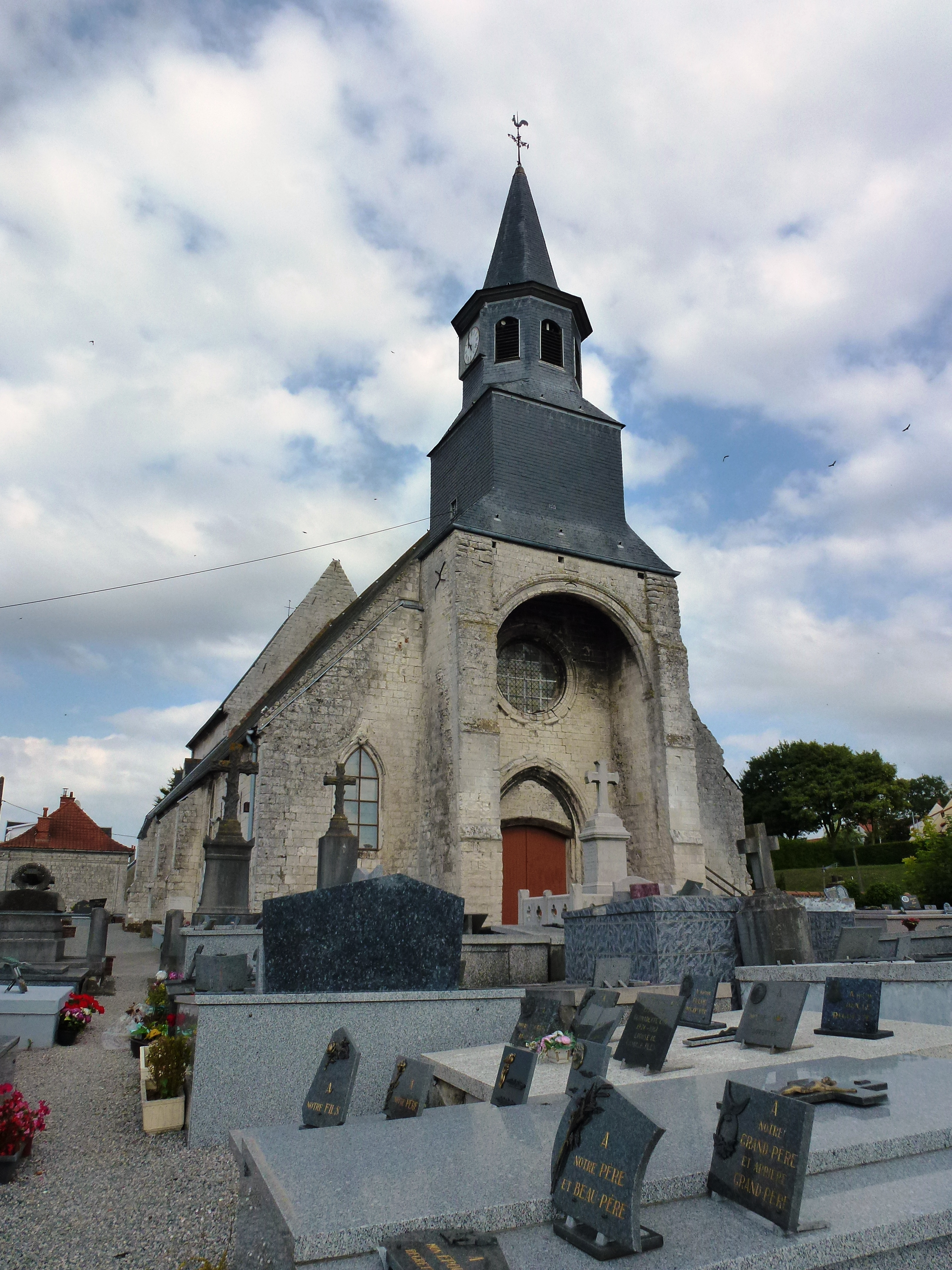
Église Saint-Médard

## Naam
De plaatsnaam heeft een Oudnederlandse herkomst. De oudste vermelding is uit het jaar 1105 als Turnehem. Het betreft een samenstelling, waarbij het eerste element een afleiding is van een plantnaam doorn + het suffix -heem. De betekenis van de plaatsnaam is dan: 'huis in de doornstruiken'. De huidige Franstalige plaatsnaam is hiervan een fonetische nabootsing.
De spelling van de naam van het dorp heeft door de eeuwen heen gevarieerd. Chronologisch heette het achtereenvolgens:
Turringahem in 877 ; Tornchem, lees : Tornehem in 1084 ; Turnehem in 1105 ; Turnahem in 1107 ; Tornheem in 1127 ; Torneham in 1170 ; Thornehem in 1170 en 1191 ; Tornehen in 1282 ; Tourneham in 1298 ; Tournahem in 1300 ; Tournehem in 1306 ; Torhem in 1313 ; Tournehen in 1349 ; Tourneheem in 1355 ; Tournehan in de XV-eeuw; Turnhen in 1699; Tournehan in 1793 ; Tournehem in 1801 en Tournehem-sur-la-Hem sinds 1964. Hierna kreeg en behield het zijn huidige naam en spellingswijze.

## Geschiedenis
Op het eind van het ancien régime werd Tournehem een gemeente.
In 1965 werd de gemeente Guémy (Nederlands: Gimmeke) aangehecht bij de gemeente Tournehem, die in Tournehem-sur-la-Hem werd hernoemd.

## Geografie
De oppervlakte van Tournehem-sur-la-Hem bedroeg op 1 januari 2022 18,14 vierkante kilometer; de bevolkingsdichtheid was toen 74,6 inwoners per km². Het dorpscentrum van Tournehem ligt in het noorden van de gemeente, langs de Hem. In het noordwesten ligt het dorpje Guémy.

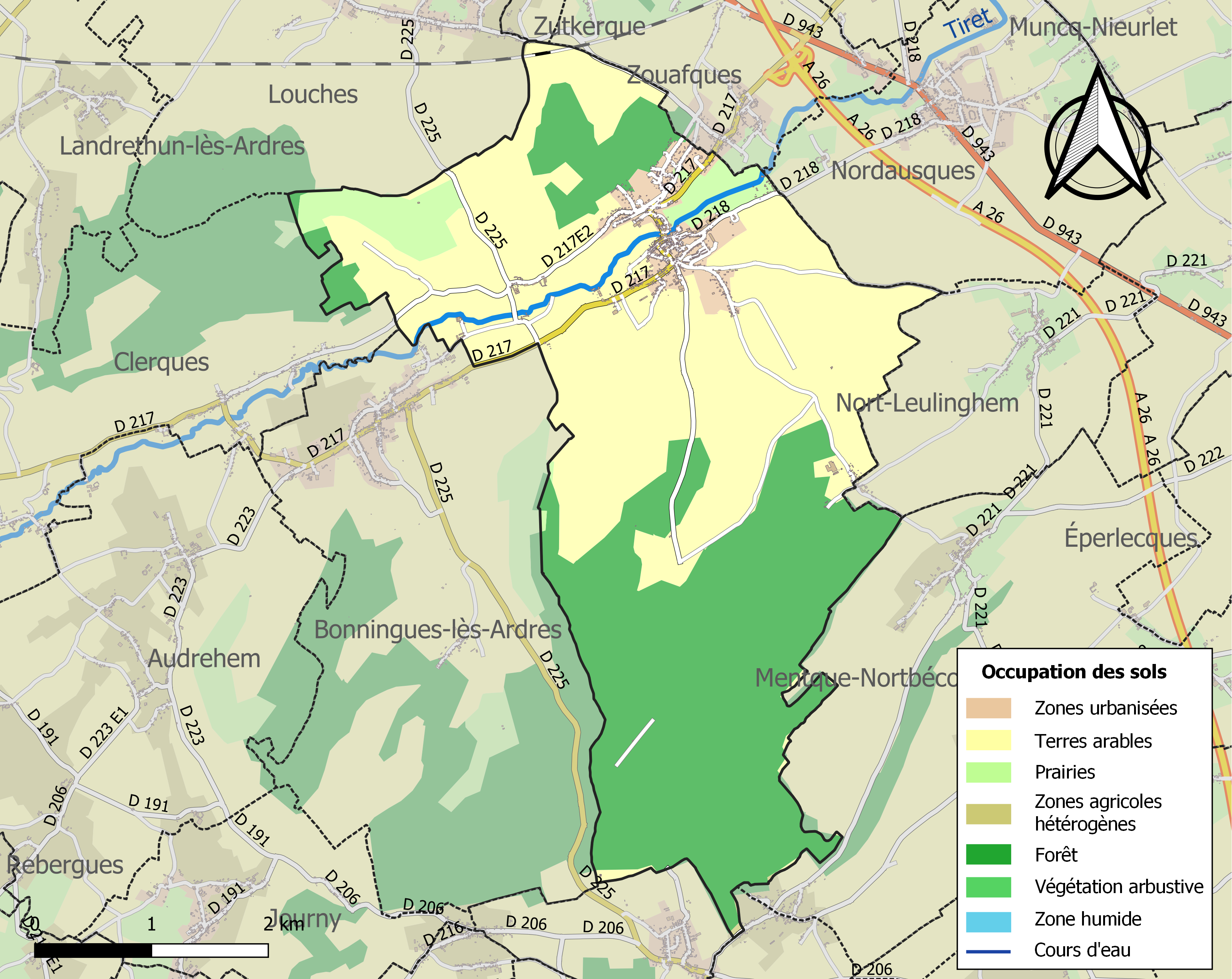
Kaart van de gemeente met belangrijkste infrastructuur, bodemgebruik en omliggende gemeenten

## Bezienswaardigheden

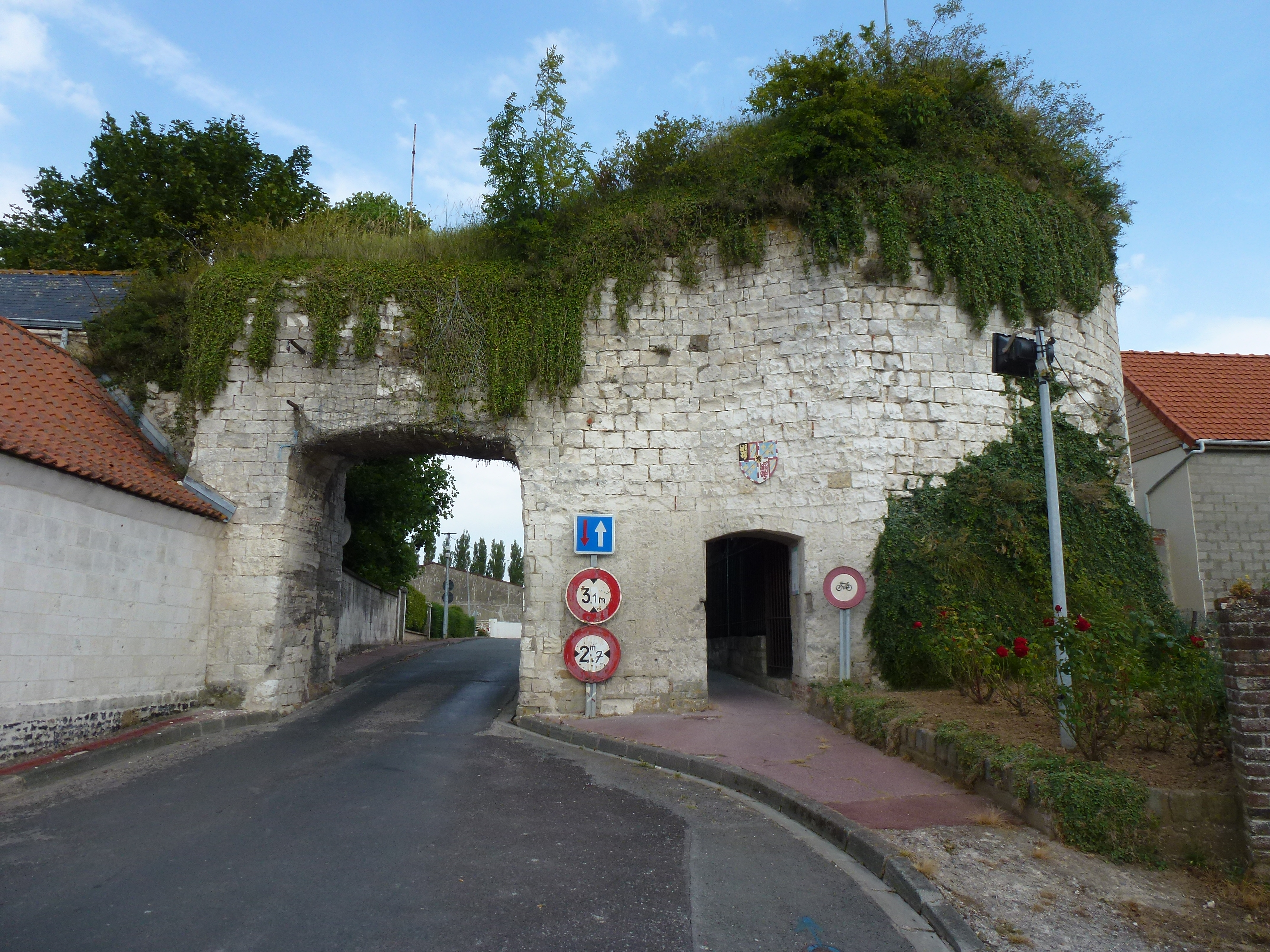
Stadspoort, restant van de stadsvestingen

- De Église Saint-Médard, die teruggaat tot de 15de eeuw, werd in 1974 ingeschreven als monument historique.
- De restanten van de stadsvestingen
- De watermolen aan de Rue de l'Etang gaat terug tot de middeleeuwen, maar het huidig gebouw werd op het eind van de 18de eeuw opgetrokken met stenen van de ruïnes van het kasteel van de Grootbastaard van Bourgondië. Een latei draagt het het wapen en devies van Anton van Bourgondië, "Nul ne s'y frotte", en werd in 1939 geklasseerd als monument historique. Op de eerste verdieping van het gebouw werd in 1820 een kapel gebouwd, gewijd aan de Heilige Maagd.

## Demografie
Onderstaande figuur toont het verloop van het inwonertal (bron: INSEE-tellingen).